# Đại học Szeged

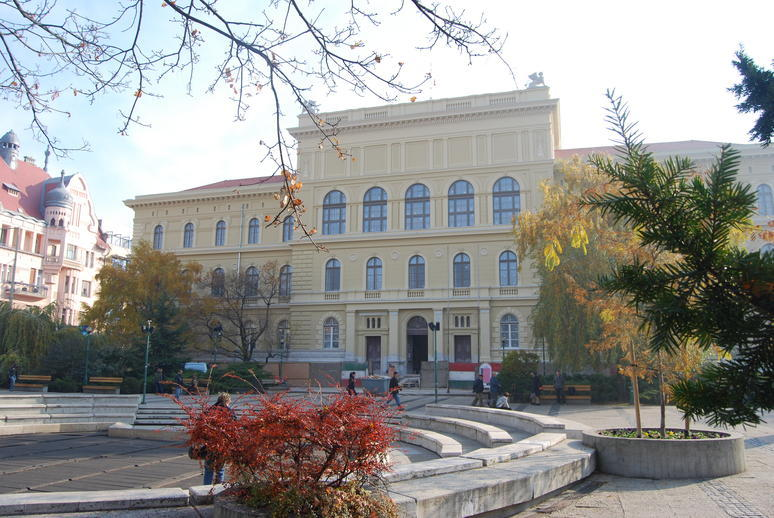
Tòa nhà trung tâm của Lãnh đạo trưởng

Đại học Szeged (tiếng Hungary: Szegedi Tudományegyetem) là một trường đại học lớn ở Hungary, nằm thành phố lớn thứ ba của Hungary, Szeged, hạt Csongrád ở Southern Great Plain. Trường là một trong những trường đại học quan trọng nhất của Hungary và là một trong những cơ sở giáo dục đại học danh tiếng nhất ở Trung Âu. Theo bảng xếp hạng các trường đại học trên thế giới của Đại học Giao thông Thượng Hải (2003, 2004, 2005), trường xếp hạng thứ 203-300 trong danh sách các trường đại học trên thế giới, thứ 80-123 trong bảng xếp hạng về đóng góp khoa học của các trường đại học ở châu Âu, và thứ nhất trong bảng xếp hạng các trường đại học của Hungary. Năm 2013, trường xếp hạng 401-500 trên thế giới, thứ 124-168 trong bảng xếp hạng về các đóng góp khoa học của các trường đại học châu Âu, và thứ hai trong bảng xếp hạng quốc gia. Năm 2014, Xếp hạng Đai học Thế giới QS đã xếp Szeged ở vị trí 501-550 trong số các trường đại học trên toàn cầu. Ngành học được xếp hạng cao nhất là ngành Ngôn ngữ Hiện đại (thứ hạng 101–150 trên toàn cầu). Ngân sách hoạt động của trường cho năm 2014 là 220 triệu đô la Mỹ.

## Lịch sử

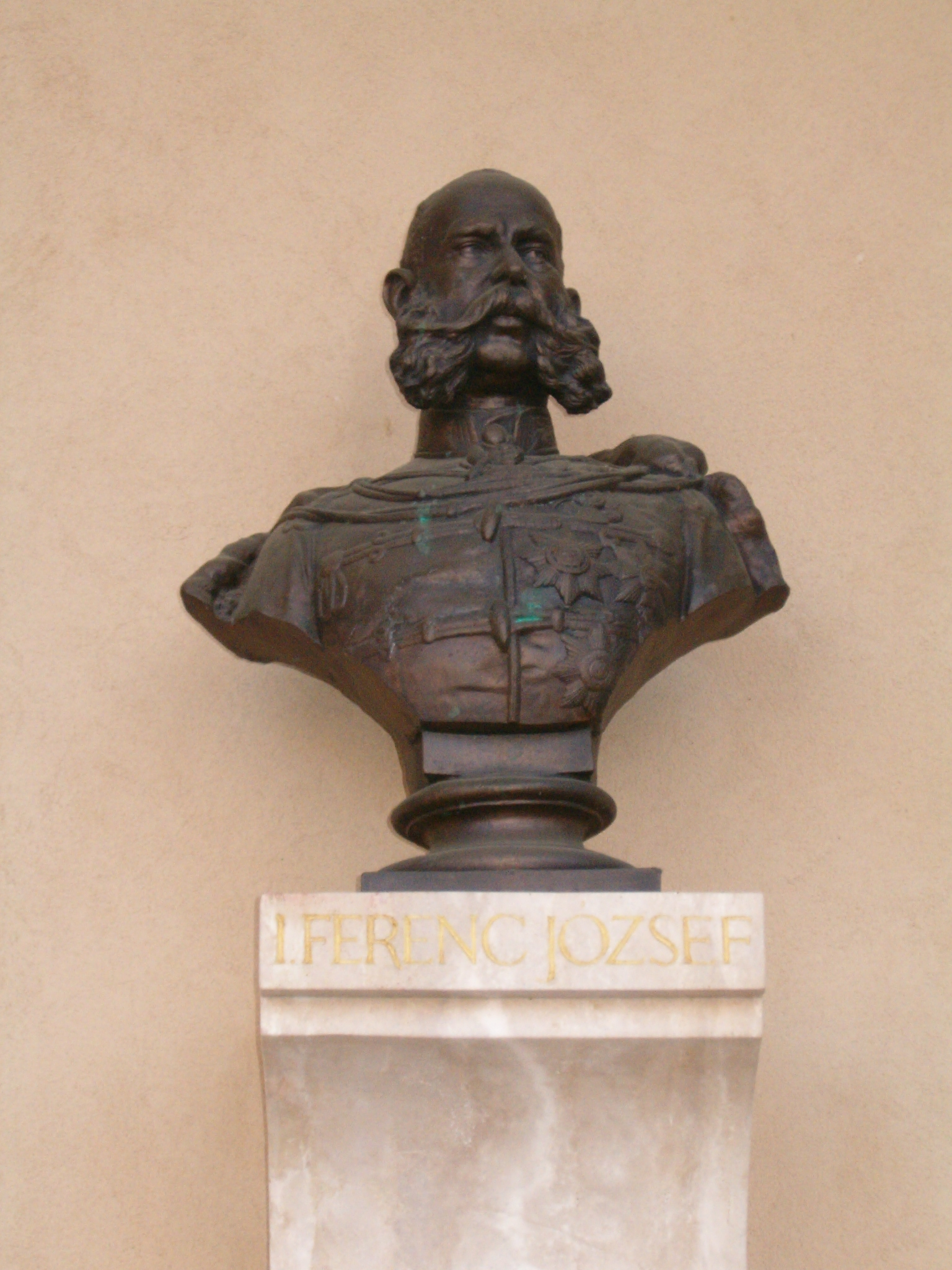
Franz Joseph, người sáng lập trường ở Pantheon

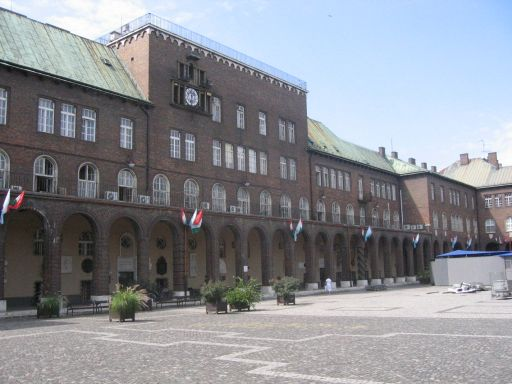
Khuôn viên trường ở Quảng trường Nhà thờ Chính toà

Tiền thân của trường đại học hiện tại là Đại học Kolozsvár, do hoàng đế Franz Joseph I của Áo thành lập vào năm 1872. Trường di dời đến Hungary sau Hiệp ước Trianon năm 1921, và bắt đầu hoạt động trở lại ở Szeged.
Một trong những giảng viên nổi tiếng của trường là Albert Szent-Györgyi. Ông là một trong những người thành lập khoa Khoa học của trường, đồng thời cũng là người đã nhận giải Nobel Sinh lý học/Y học năm 1937 vì những phát hiện liên quan đến Vitamin C.

### Những mốc thời gian quan trọng
| Năm  | Sự kiện                                                                              |
| ---- | ------------------------------------------------------------------------------------ |
| 1872 | Đại học Kolozsvár được thành lập                                                     |
| 1921 | Đại học "Franz Joseph" được chuyển đến Szeged                                        |
| 1951 | Ngành Y học tách ra khỏi trường Đại học và thành lập như một viện nghiên cứu độc lập |
| 1962 | Trường đổi tên là "Attila József" (JATE)                                             |
| 2000 | Các viện nghiên cứu hợp nhất lại, lấy tên gọi là Đại học Szeged (SZTE)               |

### Tên trường đại học (bằng tiếng Hungary)
|   | Tên                           | Địa điểm  | Thời gian   |
| - | ----------------------------- | --------- | ----------- |
| 1 | Kolozsvári Tudományegyetem    | Kolozsvár | (1872–1881) |
| 2 | Ferenc József Tudományegyetem | Kolozsvár | (1881–1919) |
| 3 | Ferenc József Tudományegyetem | Budapest  | (1919–1921) |
| 4 | Ferenc József Tudományegyetem | Szeged    | (1921–1940) |
| 5 | Ferenc József Tudományegyetem | Kolozsvár | (1940–1945) |
| 6 | Szegedi Tudományegyetem       | Szeged    | (1945–1962) |
| 7 | József Attila Tudományegyetem | Szeged    | (1962–1999) |
| 8 | Szegedi Tudományegyetem       | Szeged    | (2000–)     |

## Vị trí của trường

### Quảng trường Nhà thờ Chính toà

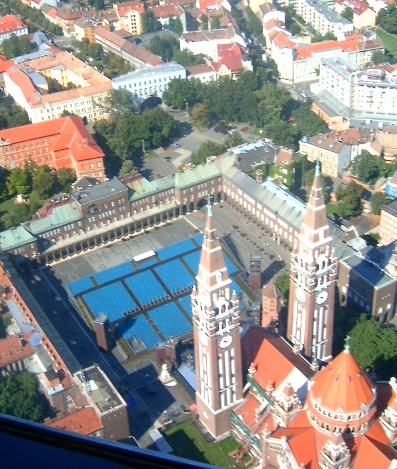
Hình ảnh từ trên xuống của trường tại Quảng trường Nhà thờ Chính toà.

Quảng trường Nhà thờ Chính toà (tiếng Hungary: Dóm) là một trong những địa điểm công cộng lớn nhất ở Hungary, với tổng diện tích 12.000 m² (tương đương với Quảng trường Thánh Mark ở Venice). Năm 1920, tất cả các tòa nhà xung quanh bị phá bỏ để nhường chỗ cho quảng trường ngày nay, được xây dựng theo các thiết kế của kiến trúc sư Béla Rerrich. Các khuôn viên trong quảng trường bao gồm Đại học Szeged, Cao đẳng Thần học Công giáo, Toà Giám mục và một ký túc xá đại học. Béla Ohmann là người thực hiện những bức phù điêu trang trí trên các bức tường. Có 86 bức tượng tạc các nhân vật nổi tiếng của đại học Szeged nằm trên tường các cổng vòm.

### Quảng trường Dugonics

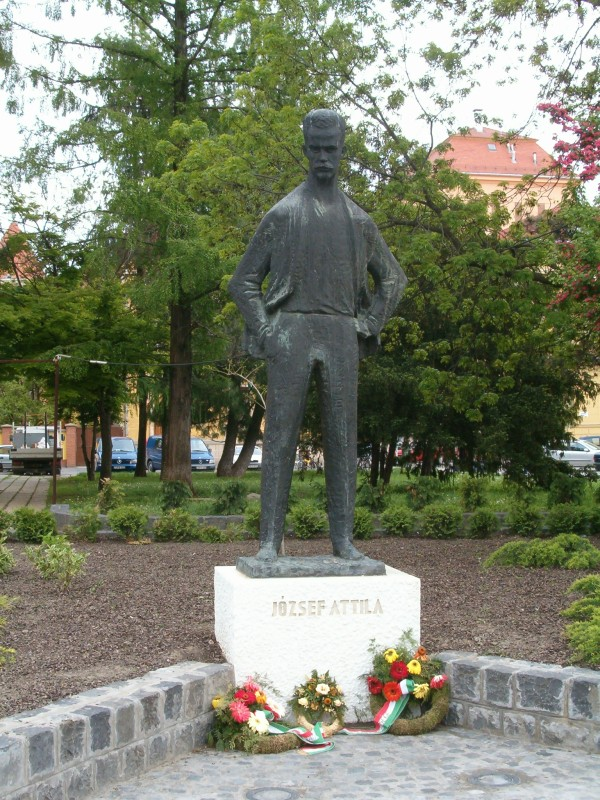
Một bức tượng tưởng niệm Attila József ở Quảng trường Dugonics, do Imre Varga điêu khắc vào năm 1964.

Tòa nhà chính của trường được xây dựng từ năm 1872 đến năm 1873 theo thiết kế của Antal Skalnitzky và Ferenc Arleth. Tòa nhà đã được chuyển đến Quảng trường Dugonics vào năm 1921. Trước trận Đại hồng thủy năm 1879, quảng trường là chỗ diễn ra chợ bán lúa mì ở Szeged. Một đài phun nước được xây dựng bởi István Tarnai vào năm 1979 nhân kỷ niệm 100 năm trận lụt, tọa lạc ở ngay chính trung tâm của quảng trường. Ngoài ra, còn có một bức tượng tưởng nhớ nhà thơ Hungary nổi tiếng Attila József, được tạc bởi Imre Varga vào năm 1964. Các lễ hội và buổi hòa nhạc thường được tổ chức tại Quảng trường Dugonics. Đây là nơi các sinh viên của trường thường xuyên qua lại vui chơi.

## Tổ chức
Đại học Szeged có 12 khoa chính:
- Khoa Nông nghiệp - MGK
- Khoa Khoa học Sức khỏe và Nghiên cứu Xã hội - ETSZK
- Khoa Kỹ thuật - MK
- Khoa Khoa học Xã hội và Nhân văn - BTK
- Khoa Kinh tế và Quản trị Kinh doanh - GTK
- Khoa Luật và Khoa học Chính trị - ÁJTK
- Khoa Y - ÁOK
- Khoa Âm nhạc - ZMK
- Khoa Dược - GYTK
- Khoa Khoa học và Công nghệ thông tin - TTIK
- Khoa Giáo dục Juhász Gyula - JGYPK
- Khoa Răng hàm mặt - FOK

## Nghiên cứu
Trường có 16 nhóm nghiên cứu được hỗ trợ bởi Viện Hàn lâm Khoa học Hungary. Ngoài ra, trường còn có các lĩnh vực nghiên cứu khác là hóa dược, công nghệ sinh học và công nghệ môi trường.
Trung tâm Thông tin và Nghiên cứu Attila József (tiếng Hungary: József Attila Tanulmányi és Információs Központ - JATIK) nằm gần trung tâm thành phố Szeged; thư viện trường, trung tâm máy tính và các toà giảng đường được đặt ở đây. Trường đang có kế hoạch phát triển thêm hai khoa khác.

## Ghi danh
Đại học Szeged có 21.000 sinh viên đang theo học tổng số 134 chuyên ngành. SZTE, đặt tại Szeged Hungary, cung cấp 52 chương trình cấp bằng Cử nhân, Thạc sĩ và Tiến sĩ toàn thời gian.

## Cựu sinh viên và giáo sư nổi tiếng

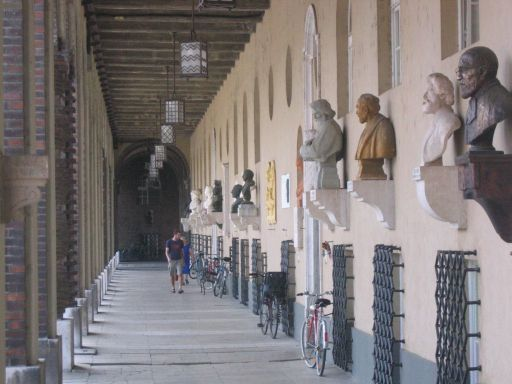
Patheon

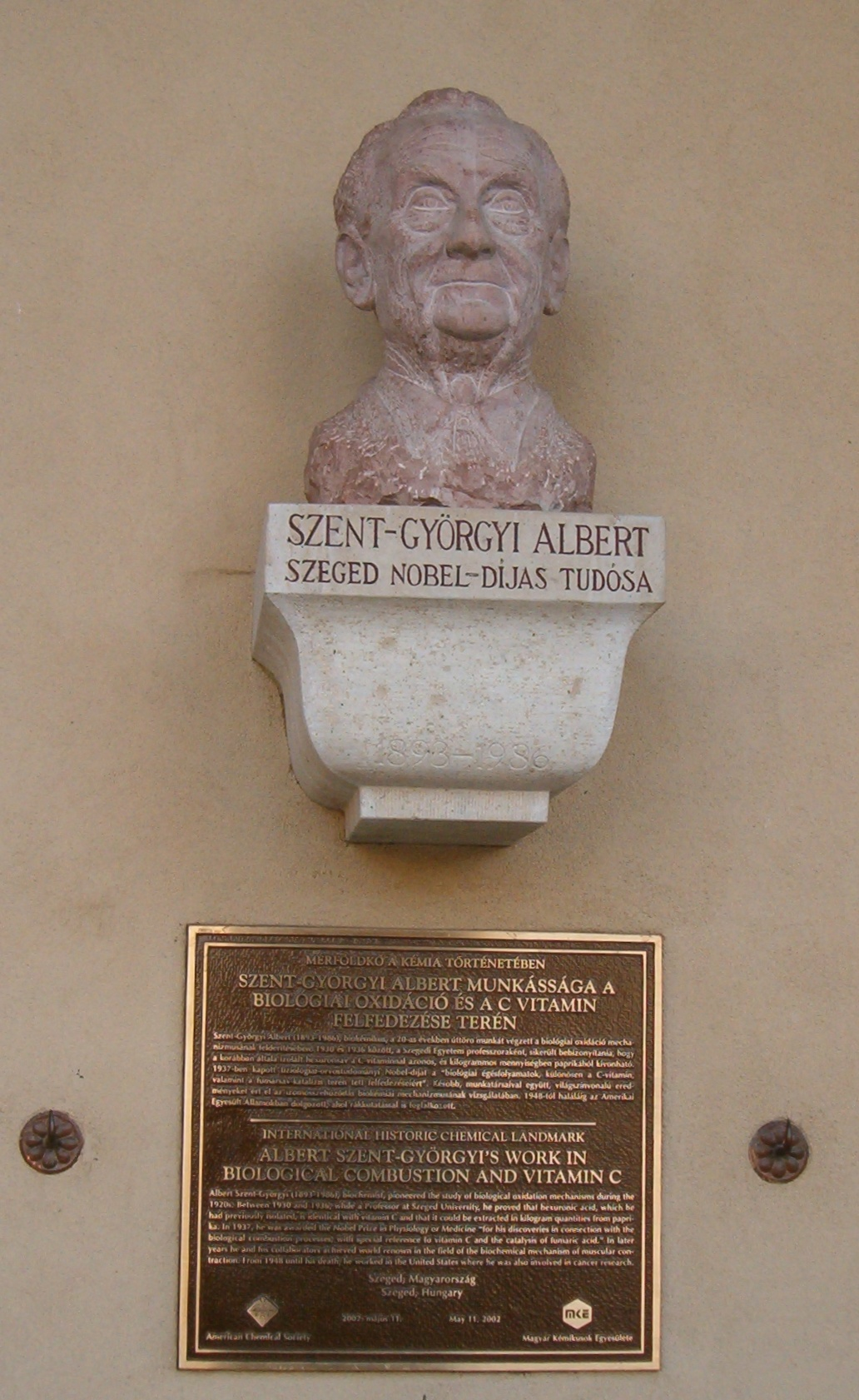
Albert Szent-Györgyi nhà hóa sinh đoạt giải Nobel.

### Người đoạt giải Nobel
- Albert Szent-Györgyi, hóa sinh

### Nhân văn và khoa học xã hội

#### Khoa Xã hội
- Dezső Csejtei, triết học
- János Csengery, triết học
- Zoltán Gombocz, nhà bác ngữ học
- Sándor Imre, nghiên cứu giáo dục
- Károly Marót, triết học
- Sándor Márki, lịch sử trung cổ
- Ágoston Pável, dân tộc học
- Pupus Payne, tác giả
- István Schneller, nghiên cứu giáo dục
- Sándor Sik, văn học Hungary
- Antal Szerb, tác giả
- József Szinnyei, lịch sử văn học
- Hildebrand Dezső Várkonyi, tâm lý học

#### Khoa Luật và Hành chính Công
- István Bibó, chính trị
- László Buza, luật quốc tế
- Győző Concha, chính trị
- István Ereky, hành chính công
- Ferenc Finkey, luật hình sự
- Barna Horváth, xã hội học pháp lý
- Sándor Kolosváry, luật tư nhân
- János Martonyi, luật kinh tế quốc tế
- Csongor Istvan Nagy, luật cạnh tranh, xung đột pháp luật, luật kinh tế quốc tế
- Ernő Nagy, luật công
- Kelemen Óvári, lịch sử luật
- Ödön Polner, luật công
- Elemér Pólay, luật La Mã
- Bódog Somló, triết học luật

### Khoa học tự nhiên

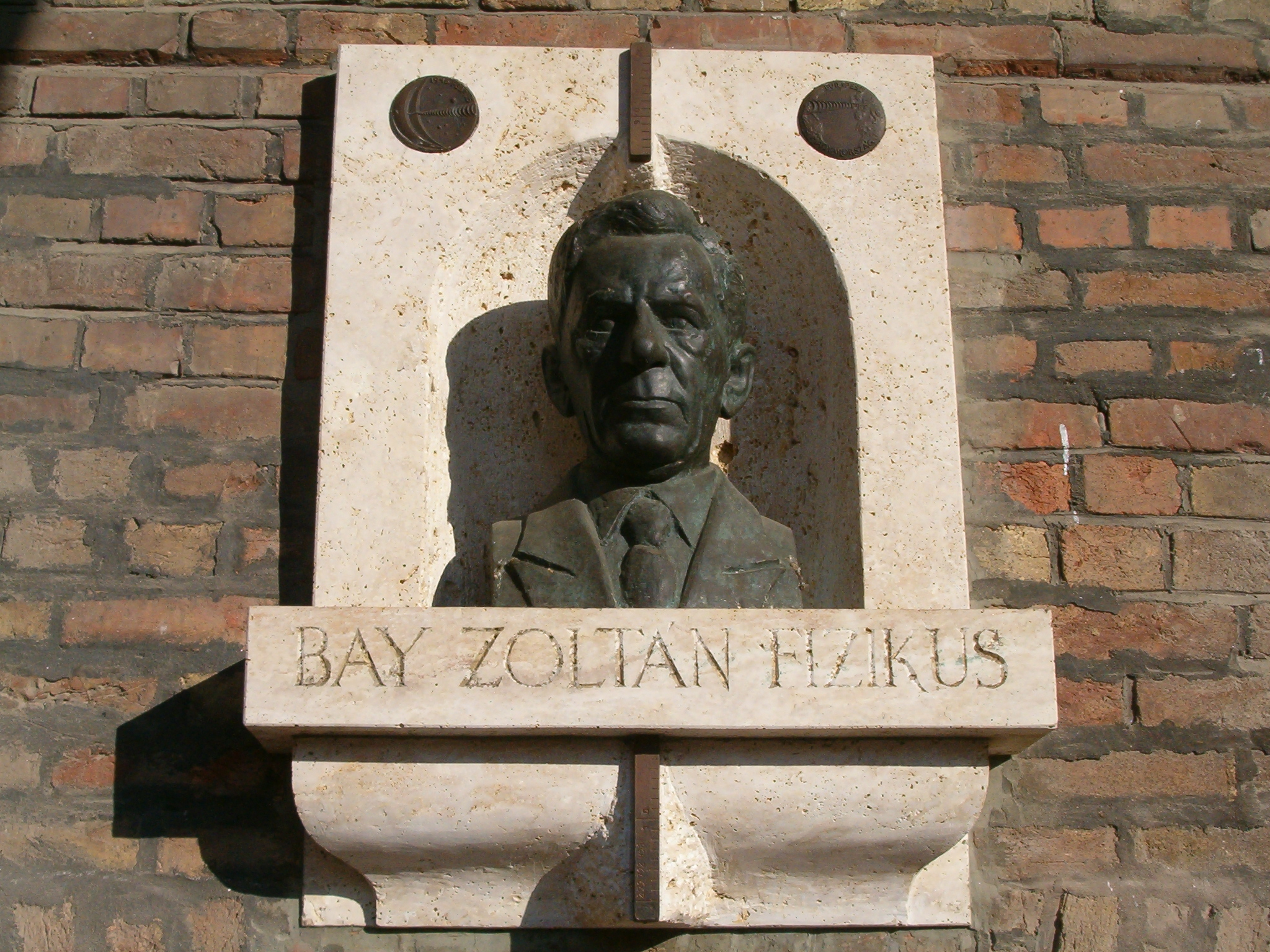
Zoltán Lajos Bay (1900–1992) Nhà vật lý người Hungary

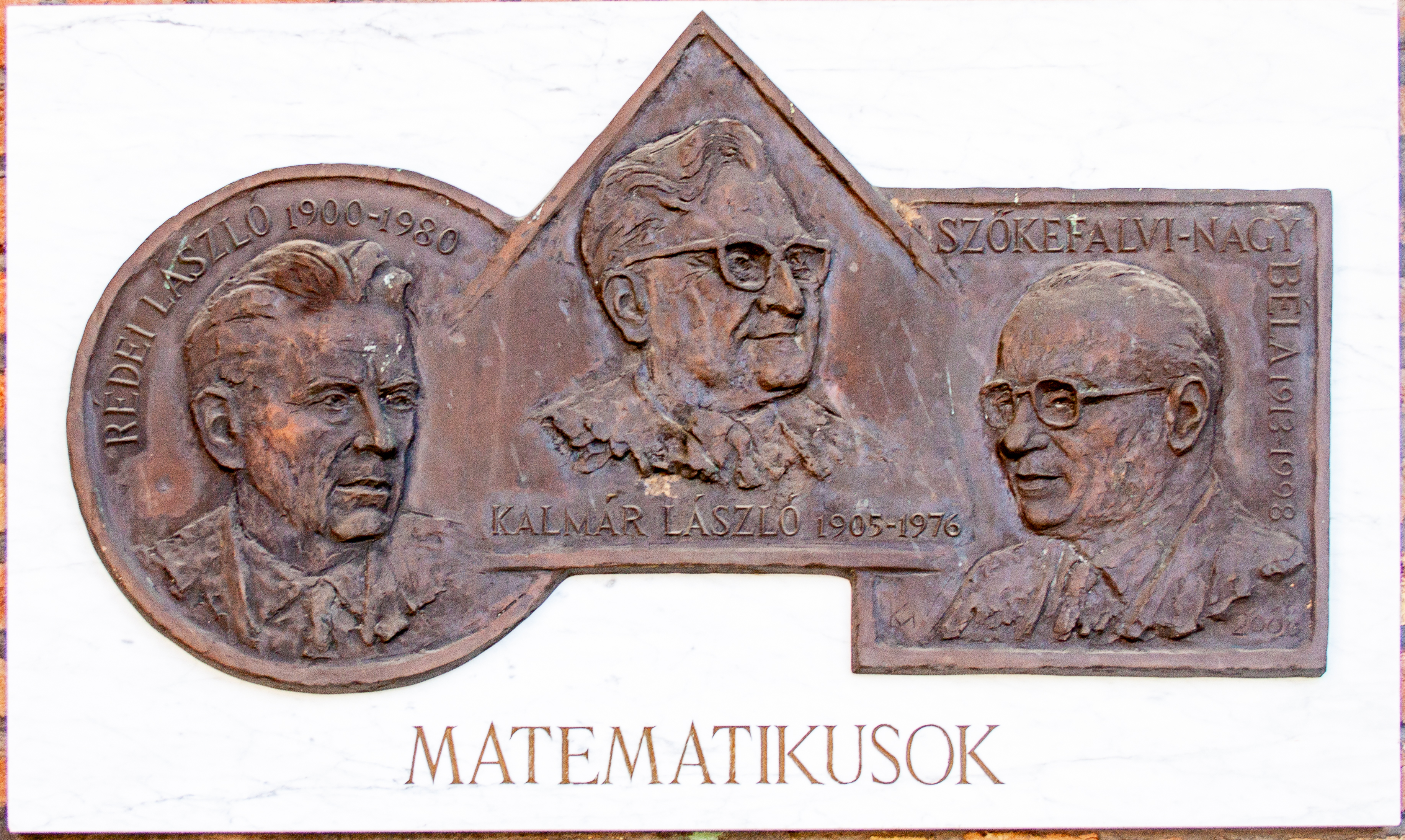
Các nhà toán học ở Pantheon: László Kalmár, László Rédei, Béla Szőkefalvi-Nagy

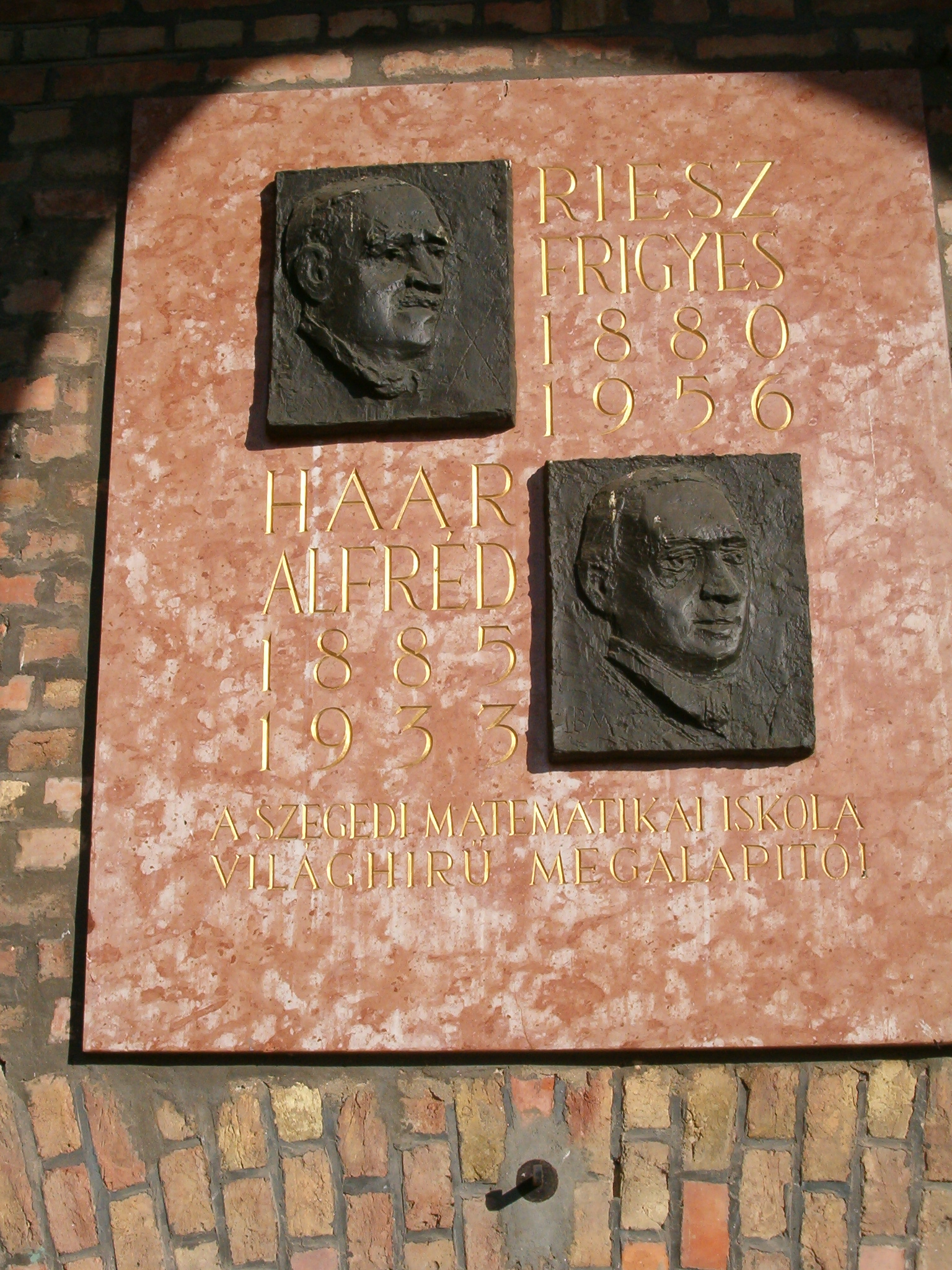
Alfréd Haar, Frigyes Riesz đã chung tay thành lập một trung tâm toán học lớn

#### Khoa Y
- József Baló, giải phẫu học
- Gábor Fodor, hóa học
- Endre Hőgyes, dược
- Béla Issekutz, dược
- Miklós Jancsó, nội khoa
- Dezső Miskolczy, thần kinh học
- István Rusznyák, nội khoa

#### Khoa Khoa học
- István Apáthy, động vật học
- Zoltán Bay, nhà vật lý
- Jenő Cholnoky, địa lý
- Lipót Fejér, toán học
- István Györffy, thực vật học
- Alfréd Haar, toán học
- László Kalmár, khoa học máy tính
- Béla Kerékjártó, hình học
- László Lovász, toán học; Giải thưởng Wolf 1999, Giải thưởng Knuth 1999, Giải thưởng Kyoto 2010.
- Tibor Radó, toán học
- László Rédei, toán học
- Frigyes Riesz, toán học
- Brúnó F. Straub, sinh học
- Béla Szőkefalvi-Nagy, toán học
- Afwa Thameur, sinh học

### Cựu sinh viên
- Krisztián Cser, ca sĩ opera, nhà vật lý
- Peter Heszler, nhà vật lý
- Attila József, nhà thơ
- Gyula Juhász, nhà thơ, nhà báo, nhà giáo dục
- László Bela Kish, nhà vật lý
- Miklós Radnóti, nhà thơ
- Mario Szenessy, tác giả
- Mohammad Sharif Chattar, nhà giáo dục, nhà thực vật học, tác giả, nhà thơ

### Vận động viên Olympic
- Natasa Janics, huy chương vàng môn canoeing
- Márton Joób, huy chương vàng môn chèo thuyền
- Anita Márton, huy chương đồng môn đẩy tạ